# Ty Harden
Robert Tyrel Harden (Junction City, Oregón, Estados Unidos, 6 de marzo de 1984) es un futbolista estadounidense. Juega de defensor central y actualmente está sin club. Su último equipo fue el Chicago Fire de la Major League Soccer.

## Clubes
| Club                 | País           | Año         |
| -------------------- | -------------- | ----------- |
| Washington Huskies   | Estados Unidos | 2006 - 2007 |
| Los Angeles Galaxy   | Estados Unidos | 2007 - 2008 |
| Colorado Rapids      | Estados Unidos | 2009        |
| Rochester Rhinos     | Estados Unidos | 2009        |
| Toronto FC           | Canadá         | 2010 - 2012 |
| San Jose Earthquakes | Estados Unidos | 2012 - 2015 |
| Chicago Fire         | Estados Unidos | 2015        |